# Kaizen (film)
Pour les articles homonymes, voir Kaizen.
Pour plus de détails, voir Fiche technique et Distribution.
Kaizen, sous-titré 1 an pour gravir l'Everest, est un documentaire français réalisé par Basile Monnot, sorti en 2024.
Le documentaire retrace la préparation et l'ascension du mont Everest par le vidéaste Inoxtag et son équipe.
En 2023, Inoxtag, vidéaste web français, annonce avoir pour objectif de gravir l'Everest. Le film retrace son parcours, avec dans un premier temps divers entraînements progressifs d'alpinisme dans les Alpes, dans le Haut Atlas et dans l'Himalaya, puis finalement l'ascension du plus haut sommet du monde à partir d'avril 2024.

## Synopsis

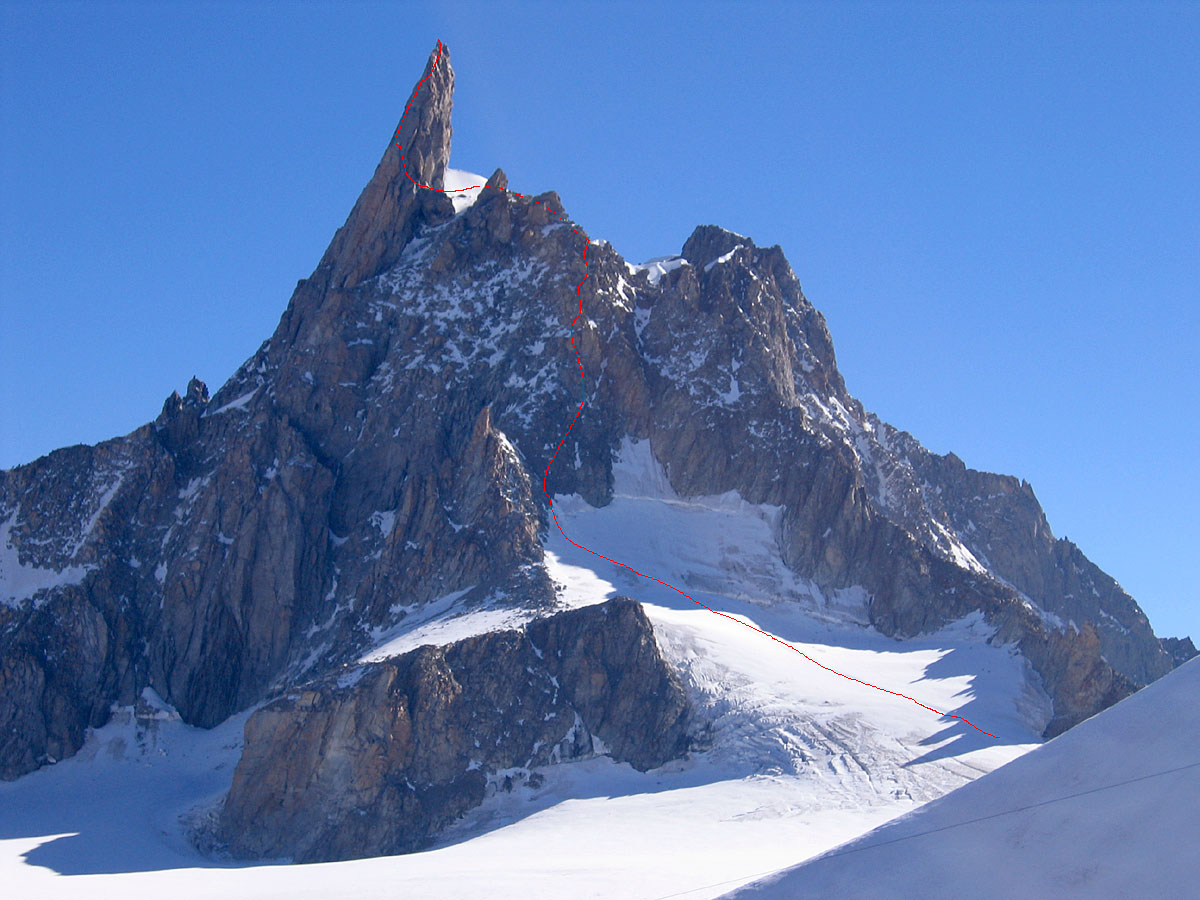
La Dent du Géant.

Le documentaire retrace le parcours du youtubeur Inoxtag dans sa quête pour gravir l'Everest en un an, un défi qui tranche radicalement avec son style de vie habituel. Guidé par l'alpiniste et photographe Mathis Dumas, Inoxtag s'initie à la haute montagne en explorant la Mer de Glace, le pic du Midi de Bigorre, puis en réalisant l'ascension de la Dent du Géant. En parallèle, il entame une préparation physique intense avec son coach Idriss Hanma (également créateur de contenu), le contraignant à réduire sa production de contenu en ligne. Un test d'effort en hypoxie valide sa capacité à évoluer en haute altitude.
Durant l'été 2023, Inoxtag enchaîne plusieurs sommets : le Mont Blanc, le Cervin, le Toubkal dans l'Atlas marocain (accompagné du streamer AmineMaTue), et le GR20 en Corse avec le youtubeur explorateur Nico Mathieux. L'étape suivante de sa préparation le conduit à l'Ama Dablam au Népal. Avant son départ, il partage un moment en parapente avec ses parents et enregistre secrètement une conversation motivante avec son père lors d'un repas familial.

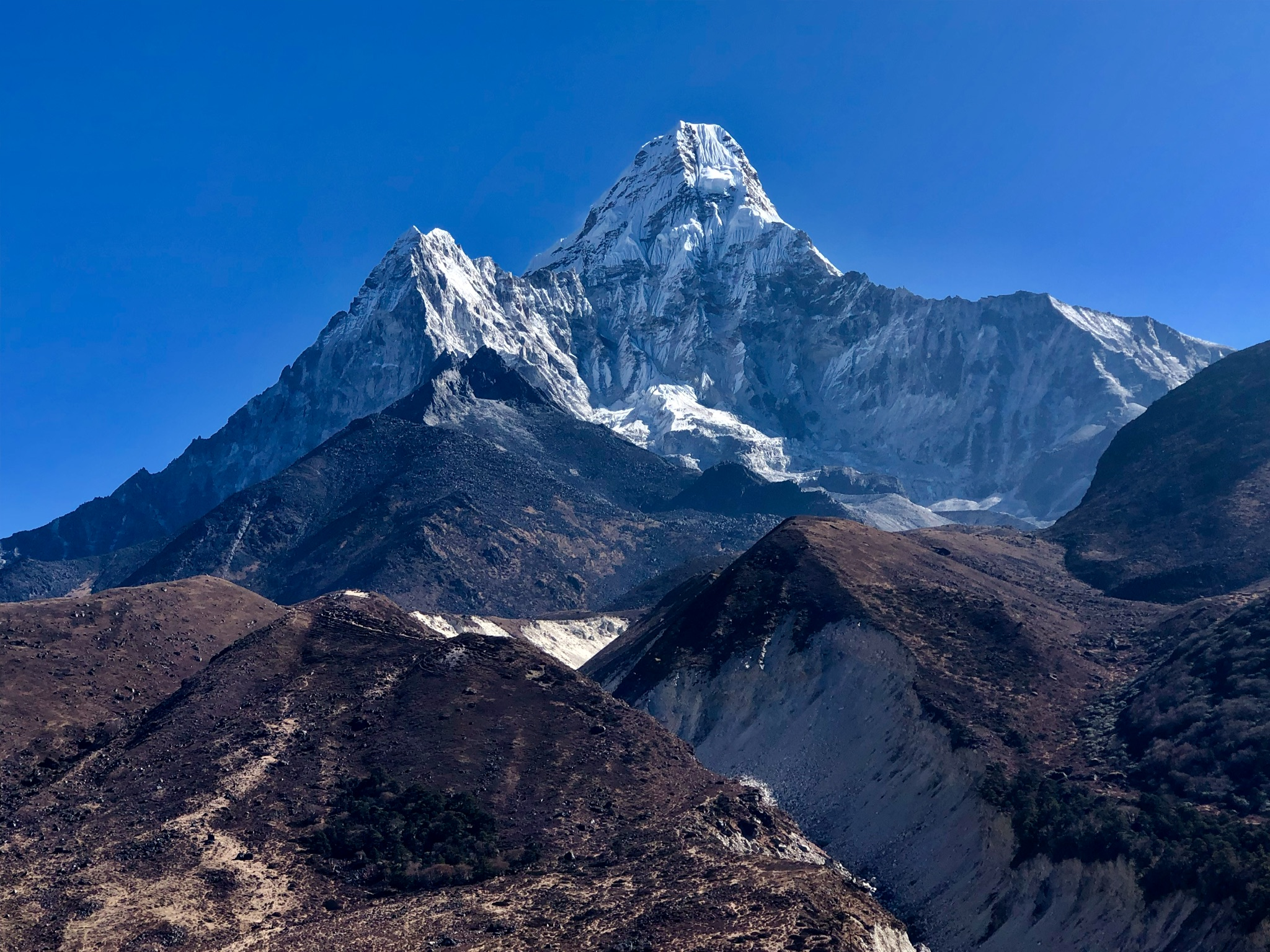
L'Ama Dablam.

Au Népal, Inoxtag et Mathis arrivent à Katmandou, puis à Lukla et à Namche, où ils entament un trek d'acclimatation de 10 jours. Ils découvrent la culture népalaise et les célèbres sherpas, guides de très haute montagne qui risquent leur vie pour leurs clients. L'équipe s'enrichit de Manish, caméraman népalais, d'Ila, sherpa, ainsi que de Jordan et Samy pour la production. À Pangboche, dernier village avant l'Ama Dablam, l'expédition est frappée par le Covid-19, entraînant l'évacuation en hélicoptère de Jordan. Le crash d'un autre hélicoptère d'évacuation ajoute à l'inquiétude. Malgré ces revers, l'équipe persévère. Lors de l'ascension en deux jours, Inoxtag et Mathis, au bord de l'abandon au troisième camp, trouvent la force de continuer grâce aux paroles inspirantes du père d'Inoxtag. Ils atteignent finalement le sommet de l'Ama Dablam.
De retour en France, Inoxtag, transformé par son expérience népalaise, reconsidère ses priorités. Après avoir brièvement repris son rythme habituel de youtubeur, il décide de ralentir à nouveau sa production de vidéos pour se concentrer sur sa préparation physique en vue de l'Everest. En avril 2024, l'expédition débute, Inoxtag choisissant de partir sans smartphone pour une immersion totale. De retour à Namche, ils retrouvent Manish et font la connaissance de Sunam, sherpa. Les deux ont chacun une histoire personnelle liée à la montagne : Manish, fan de Kobe Bryant, n'avait pas pu atteindre le sommet l'année précédente faute d'oxygène, tandis que Sunam cherche à aider sa famille après un séisme dévastateur en 2015. Louis Jammes, caméraman et droniste ayant déjà gravi l'Everest en 2023, se joint également à l'équipe. Après un nouveau trek de 10 jours à travers les plus hauts villages népalais, l'équipe atteint le camp de base de l'Everest à 5 300 mètres d'altitude.

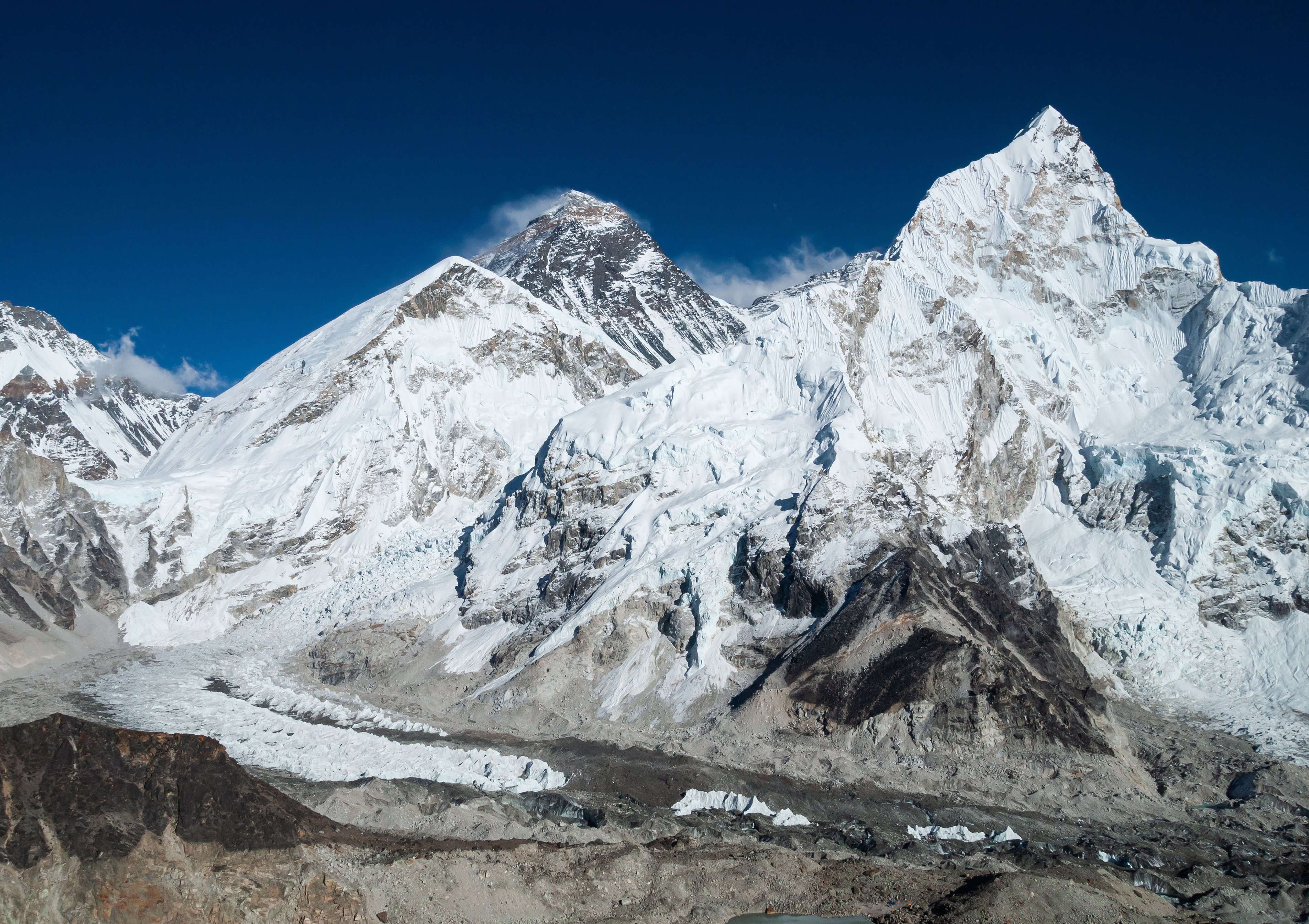
L'Everest en arrière-plan, avec le Glacier du Khumbu.

Au camp de base, Inoxtag passe un mois à s'acclimater et à attendre la fenêtre d'ascension propice. Il évoque les conditions de vie difficiles, les problèmes liés aux déchets et au tourisme de masse sur l'Everest. L'ascension débute finalement le 19 mai. L'équipe affronte la dangereuse cascade de glace du Khumbu, des embouteillages sur le parcours, et le vol de deux bouteilles d'oxygène au camp III. Ils progressent à travers les camps successifs, chaque étape révélant les défis uniques de l'alpinisme en très haute altitude.
La dernière phase de l'ascension commence de nuit depuis le camp IV. Au ressaut Hillary, Inoxtag est confronté à la vue d'un cadavre qui le fait paniquer momentanément, mais parvient à reprendre ses esprits. Il atteint enfin le sommet de l'Everest, coiffé du célèbre chapeau de paille de Monkey D. Luffy. Il y découvre un message touchant de sa mère caché sur le bandeau et offre un maillot de Kobe Bryant à Manish en guise de reconnaissance. Inoxtag livre un discours sur l'importance de s'améliorer pour soi-même plutôt que de chercher à surpasser les autres. Moins d'une heure après leur passage, un effondrement sur la corniche du ressaut Hillary cause tragiquement la mort de deux personnes. De retour à Katmandou, Inoxtag est surpris de retrouver ses parents venus célébrer sa réussite.

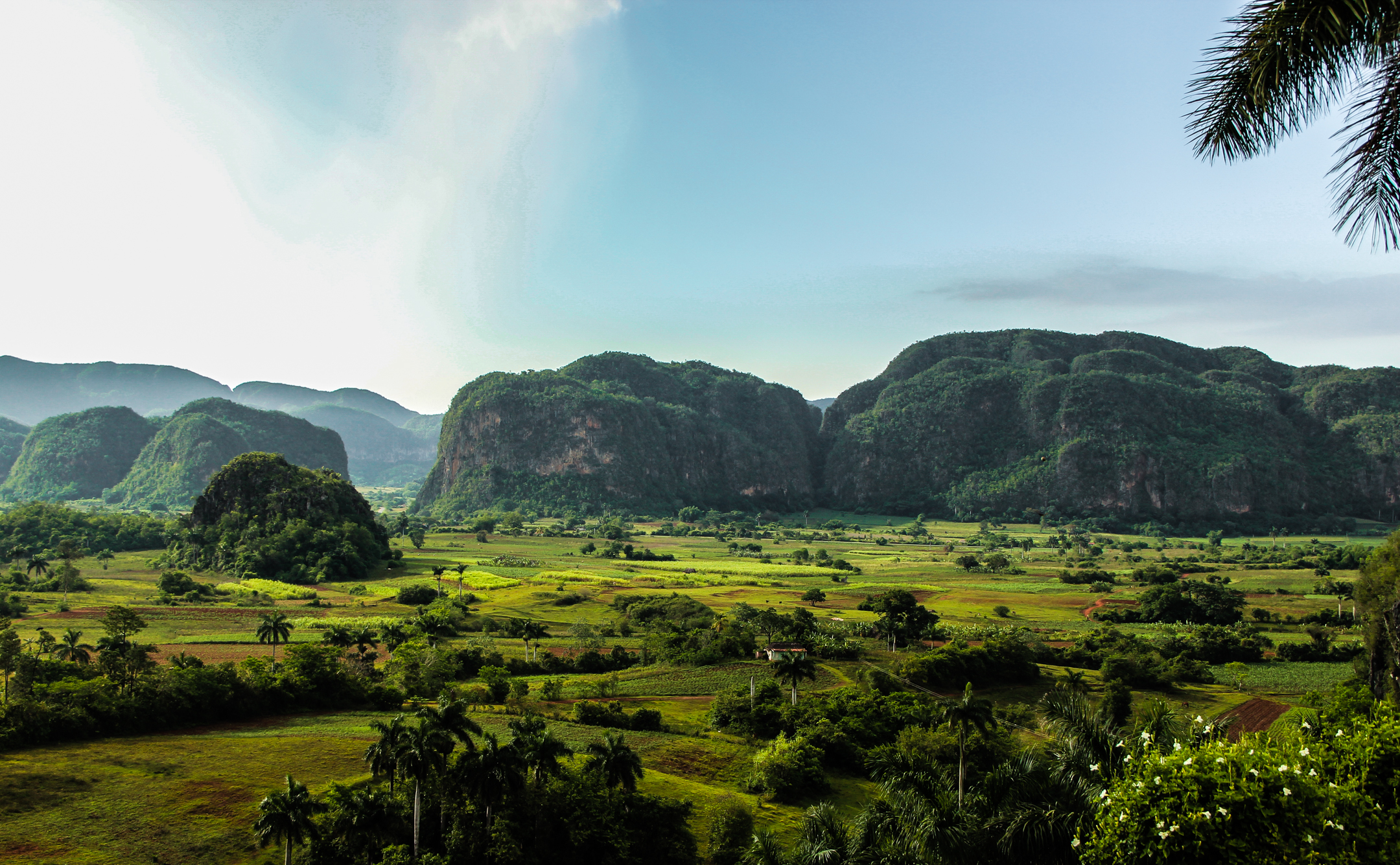
Vallée de Viñales, Cuba.

Trois mois plus tard, il séjourne à Cuba, travaillant dans des fermes pour rester déconnecté du monde numérique en attendant de revenir en France. Le documentaire se conclut sur une réflexion d'Inoxtag, encourageant son public à s'éloigner des écrans pour réaliser leurs rêves, et sur la signification du titre Kaizen : « s'améliorer jour après jour, devenir meilleur petit à petit ».

## Fiche technique

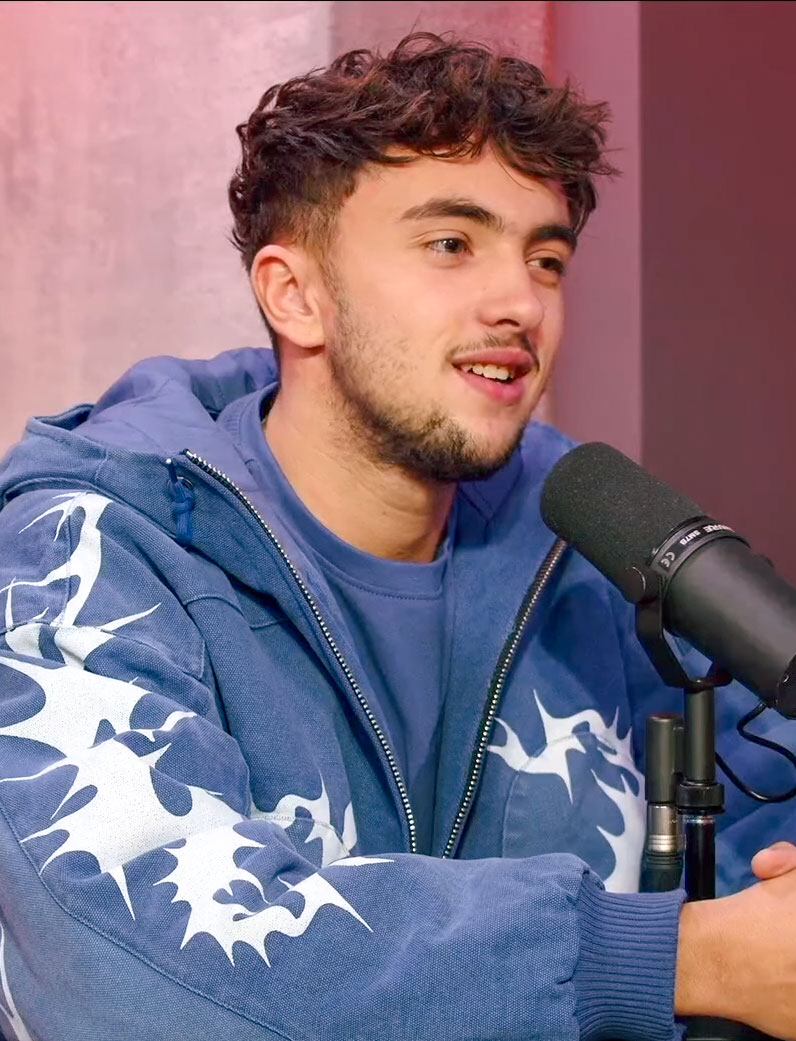
Inoxtag en 2023.

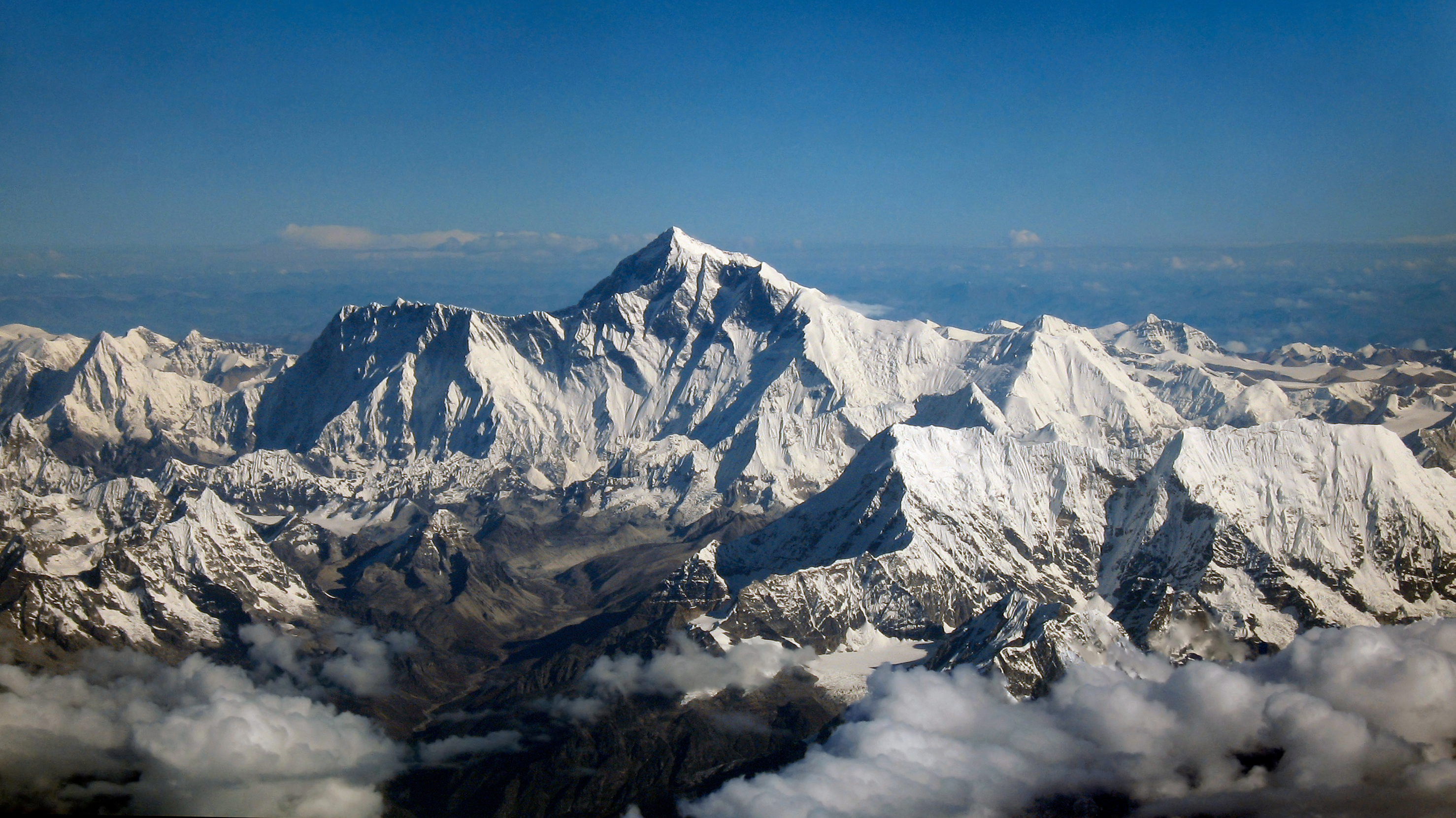
Le mont Everest.

- Titre original et francophone : Kaizen
- Réalisation : Basile Monnot
- Musique : Emilien Bernaux
- Cadreur : Manish Tamang
- Cadreur : Louis Jammes
- Cadreur : Jordan Manoukian
- Montage : Quentin Eiden
- Production : Inès Benazzouz
  - Production exécutive : Samy Bouyssié
- Société de production : IDZ Prod
- Société de distribution : MK2
- Budget : environ 2 millions d'euros[4]
- Pays de production :  France
- Genre : documentaire[5],[6],[7],[8]
- Durée : 147 minutes (version YouTube), 160 minutes (version cinéma)[9]
- Dates de sortie :
  - France : 13 septembre 2024 (sortie limitée), 14 septembre 2024 (YouTube)

## Production

### Genèse et développement
Le budget pour l'expédition sur l'Everest est de 50 000 € (50 000 €2024) à 60 000 € (60 000 €2024) par personne selon Inoxtag, soit entre 600 000 € (600 000 €2024) et 1 200 000 € (1 200 000 €2024) d'euros,. Libération évoque un budget compris entre 1 500 000 € (1 500 000 €2024) et 2 000 000 € (2 000 000 €2024),.
Une partie de ce budget est réuni grâce à plusieurs sponsors comme Nike, Air Up (nl), Deezer, Orange, Les Produits laitiers, Fitness Park, Erborian et Therm-ic.

### Tournage
L'ascension du Mont Everest s'est déroulée du 6 avril 2024 à fin mai 2024.
Le tournage a lieu principalement en France, en Suisse, au Népal et au Maroc dans des endroits tels que l'Institut national du sport, de l'expertise et de la performance, Chamonix, Zermatt, Katmandou, Lukla, Ama Dablam, Namche, Pangboche, Dingboche, Chukhung (en), ainsi qu'à Viñales, ville de la province de Pinar del Río à Cuba. Les séquences d'ascensions et de randonnées ont été tournées dans le massif du Mont-Blanc (Mont Blanc, Dent du Géant...), le massif corse (GR 20), le Haut Atlas (Djebel Toubkal), et l'Himalaya népalais (Lobuche, Ama Dablam, Everest).

## Accueil

### Sortie
La première diffusion a eu lieu au cinéma, le vendredi 13 septembre 2024. Le documentaire a en effet d'abord été diffusé dans plus de 500 salles du monde entier, rassemblant plus de 350 000 spectateurs, dont 310 000 entrées rien que pour le territoire français (voir section "Box-office").
Ensuite diffusé le 14 septembre 2024 à 14 h 30 sur YouTube, le documentaire est visionné plus de 11 millions de fois en 24 heures, signant l'un des « meilleurs lancements de l'histoire » de YouTube en France.
Le 5 octobre 2024, Inoxtag sort sur sa chaîne « 1 an pour devenir meilleur », qui est une vidéo composée de plus de 30 minutes d'extraits coupés du documentaire, ainsi que le contenu initialement exclusif à la diffusion en salles.
En France, quelques jours après la sortie, le groupe TF1 fait savoir que Kaizen sera disponible à partir du 28 septembre sur TF1+, sa plateforme streaming, et annonce qu'il le retransmettra sur TF1 le 8 octobre, après un épisode de Koh-Lanta : La Tribu maudite. Diffusé de 23 h 23 à 2 h 2, le documentaire réunit 329 000 téléspectateurs, soit 8,8 % de part d'audience.
Pour respecter la réglementation sur la publicité à la télévision, cette version TV sur TF1 est légèrement modifiée, floutant ou masquant les logos des marques partenaires de l'expédition sur l'équipement des alpinistes. Une séquence promotionnelle de 30 secondes, présentant une gourde et une crème hydratante, a été également coupée. 
En Belgique, la RTBF annonce mettre en ligne le documentaire sur sa plateforme Auvio à partir du 23 septembre 2024 et programmer une diffusion sur la chaîne Tipik le 26 septembre 2024.
En Suisse, Kaizen est diffusé le 4 octobre 2024, sur RTS2.
En mai 2025, le documentaire est disponible mondialement sur Disney+.

### Critique
Dans son émission Un monde connecté sur France Culture, François Saltiel voit dans l’ascension de l’Everest « une aventure symptomatique » de l’évolution de la plateforme YouTube, décrite comme « un univers concurrentiel [qui] pousse beaucoup de créateurs au burnout. »
Le « business de l’Everest » étant associé à des défis environnementaux et des accidents chaque année, le projet d’Inoxtag est décrit par ailleurs par l'alpiniste Marc Batard comme un exemple de la commercialisation croissante de l'Everest.
Dans la même lignée, l'alpiniste Pascal Tournaire qualifie le documentaire de « schizophrène » : « L'Everest, c'est le mont Saint-Michel à 8 800 m, Inoxtag dénonce bien cette surfréquentation mais il y participe aussi ». L'alpiniste relativise également l'exploit réalisé par le vidéaste, expliquant que l'accession du mont Everest est accessible à « n'importe quelle personne en bonne santé ».
Selon un article de Libération, certains estiment que l’Everest n’a pas besoin de nouvelles tentatives d’ascension par des célébrités, arguant que le respect du sommet pourrait aussi passer par le choix de ne pas y aller.
L'explorateur Mike Horn, félicite l'exploit, dans une vidéo postée sur les réseaux sociaux.

### Box-office
Le documentaire est diffusé au cinéma le 13 septembre 2024 et le 14 septembre 2024 au cours d'une séance unique dans plus de 500 salles dans plusieurs pays : en France et les Outre-mer, en Belgique, en Suisse, au Canada, au Luxembourg,, en Espagne, en Algérie, au Maroc, en Côte d'Ivoire, au Sénégal et en Tunisie,. Lors de l'annonce de l'ouverture de la billetterie, les internautes font crasher plusieurs sites de cinéma dont Allociné. Dans presque toutes les salles de cinéma, tous les billets mis à la vente sont achetés.
| Pays ou région | Box-office       | Date d'arrêt du box-office | Nombre de semaines |
| -------------- | ---------------- | -------------------------- | ------------------ |
| France         | 311 710 entrées, | 14 septembre 2024          | 1                  |
| Mondial        | 56 283 entrées   | 14 septembre 2024          | 1                  |

 De nombreuses personnalités sont présentes au Grand Rex à Paris, dont les champions olympiques de natation Léon Marchand et Florent Manaudou, ainsi que les pongistes Alexis et Félix Lebrun.

### Controverses

#### Mention de collaborations commerciales
Le documentaire est critiqué en raison de l'absence d'information concernant la collaboration commerciale avec des marques pendant les premiers jours de sa diffusion sur YouTube.
Or le journaliste Vincent Manilève relève que, pendant plusieurs jours, le documentaire ne comportait aucune indication légale concernant ses sponsors, ce qui va l'encontre de la loi du 9 juin 2023 encadrant les pratiques commerciales des influenceurs. Par la suite, une mention « inclut une communication commerciale » a cependant été ajoutée au documentaire.

#### Chronologie des médias
Olivier Henrard, directeur général délégué du Centre national du cinéma et de l'image animée (CNC), signale que Kaizen a enfreint la chronologie des médias.
Kaizen a été projeté sous un « visa exceptionnel » qui lui permet de ne pas être soumis à la chronologie des médias, mais devait respecter deux conditions indispensables :
- Une diffusion sur deux jours calendaires maximum ;
- Une diffusion sur 500 séances maximum.

Olivier Henrard a indiqué que le documentaire a été projeté sur plus de 800 séances, estimant que « le distributeur MK2 a clairement et sciemment dépassé la limite des 500 séances, limite qui est le fruit d'une concertation avec la filière ». Il est à noter que le documentaire était initialement prévu sur 500 séances, mais face à la demande inédite pour un tel film, des séances ont été rajoutées par les exploitants, ce qui a fait basculer Kaizen hors des critères du visa exceptionnel. Le Bloc (Bureau de liaison des organisations du cinéma) a déposé un recours pour annuler le visa exceptionnel du film, sans y parvenir.
Olivier Henrard ajoute : « il va falloir réfléchir à nouveau à cette régulation pour s'assurer que la salle de cinéma ne devienne pas un accessoire, et peut-être envisager des sanctions plus dissuasives. Ces séances exceptionnelles, qui sont une respiration indispensable et qu’il faut préserver, ne doivent pas pour autant remettre en cause l'équilibre de la filière ». Néanmoins, il note : « bien sûr, on est ravis de voir des jeunes revenir en salles, mais il ne faut pas que ces dernières deviennent une rampe de lancement ou de promotion pour des plates-formes gratuites ou payantes. La salle de cinéma n'a pas vocation à être le faire-valoir d'autres modes de diffusion ».
Interrogé à ce sujet, Nathanaël Karmitz, président du directoire du groupe MK2, distributeur du film, ne comprend pas cette critique, arguant que « le dépassement des 500 séances n’a rien de délibéré et est lié à un phénomène de société » et critique les institutions sur leur réaction négative face à un succès qui a ramené un public jeune en salles, qui était une préoccupation du CNC après la crise du Covid.
Pour cette infraction, le distributeur MK2 risque 45 000 euros d'amende,.